# Chiesa di Lettonia

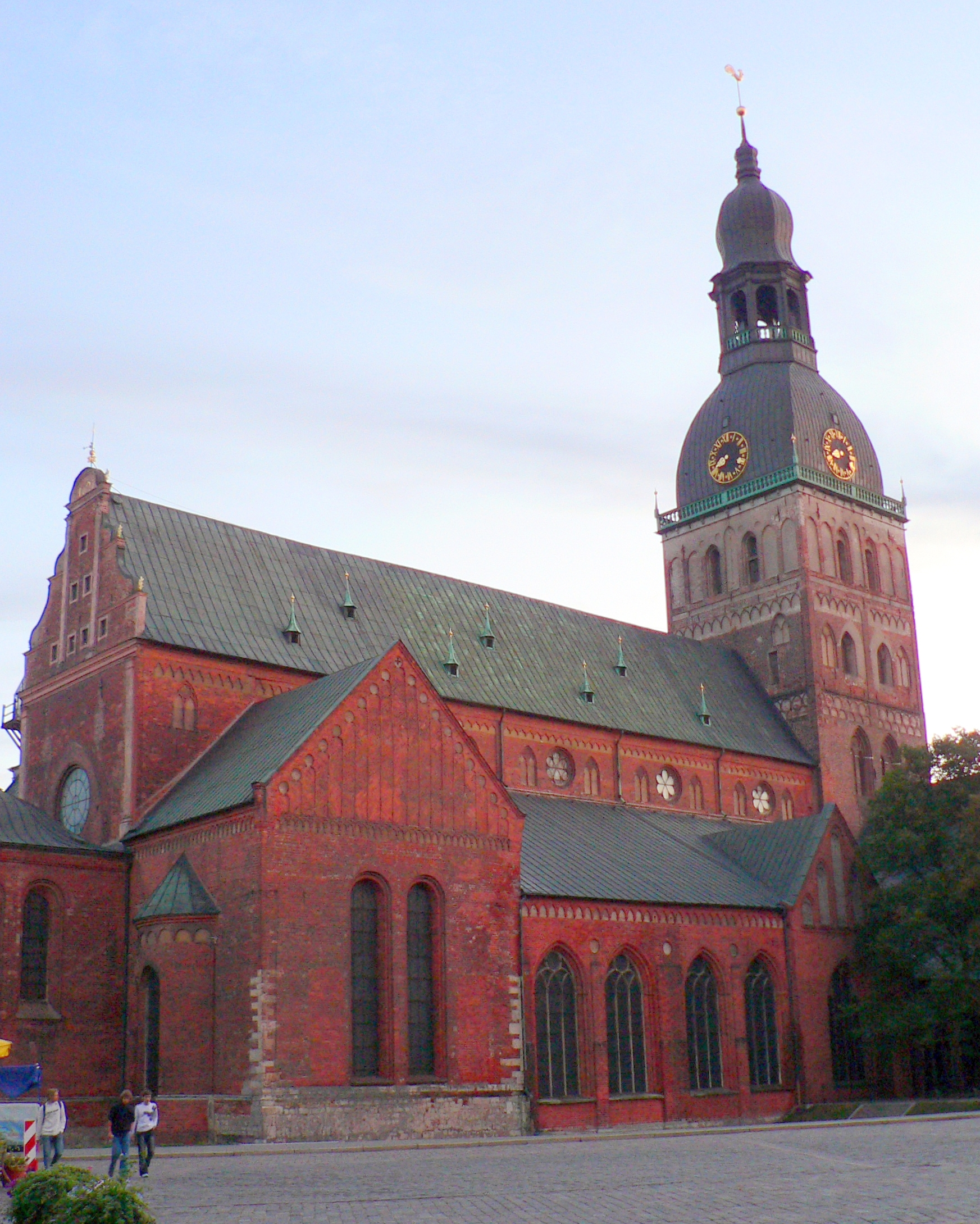
Cattedrale di Riga

La Chiesa evangelica luterana di Lettonia (LELB) è una Chiesa protestante luterana della Lettonia. L'eredità luterana lettone ha radici nel periodo della Riforma ma divenne una Chiesa autonoma solo dopo che la Lettonia divenne indipendente nel 1918. La creazione di una Chiesa luterana nazionale portò alla fine della supremazia dei baltico-tedeschi in campo ecclesiastico e alla divisione della giurisdizione tra due vescovi luterani, quello di lingua tedesca a cui rimase la vecchia cattedrale di Riga e un nuovo vescovo di lingua lettone con sede nella cattedrale di San Giacomo finché questa non venne assegnata ai cattolici dal governo nel 1923. Nel 1932 il governo obbligò la Chiesa luterana ad abolire l'autonomia dei fedeli di lingua tedesca provocando attriti con la Germania. Nel 1944 l'arcivescovo di Riga e una parte del clero luterano emigrarono all'estero formando una "Chiesa di Lettonia all'estero" con una propria gerarchia indipendente. Le due Chiese rimasero distinte anche quando con la fine del comunismo quella "estera" tornò ad operare in patria per la differente visione teologica (favorevole al pastorato femminile e a una visione "progressista", per esempio sui matrimoni gay, quella "estera", più tradizionalista quella propriamente lettone). Sia il regime nazista che quello comunista perseguitarono duramente la Chiesa prima del ritorno della libertà religiosa in Lettonia nel 1988.
La Chiesa è governata da un concistoro composto da chierici e laici eletti dal sinodo. L'arcivescovo ha funzione di presidente.  L'arcivescovo di Riga Jānis Vanags, eletto nel 1993 in una sessione sinodale straordinaria che seguì la prematura morte dell'arcivescovo Kārlis Gailīitis nel 1992, fu consacrato vescovo il 29 agosto 1993 dall'arcivescovo della Chiesa di Svezia. Oltre all'arcidiocesi di Riga, con sede  presso la storica cattedrale di Riga, vi sono due diocesi suffraganee a Daugavpils (con sede presso la cattedrale di Martin Lutero) e Liepāja (con sede presso la cattedrale della Santissima Trinità).
La Chiesa evangelica luterana di Lettonia dichiarava nel 2006 di avere 113 pastori e 86 evangelisti a servizio delle 293 congregazioni, per un totale di 333.700 fedeli.
La Chiesa evangelica luterana di Lettonia è membro della Federazione mondiale luterana, del Consiglio ecumenico delle Chiese e della Conferenza delle Chiese europee, e sta negoziando l'ingresso nella Comunione di Porvoo (la Chiesa evangelica luterana di Lettonia all'estero ne fa già parte). La Chiesa evangelica luterana di Lettonia è in piena comunione con la Chiesa luterana-Sinodo del Missouri.

## Vescovi e arcivescovi

### Vescovi
- Kārlis Irbe (1922-1932) (vescovo delle comunità di lingua lettone)
- Peter Harald Poelchau (1922-1932) (vescovo delle comunità di lingua tedesca)

### Arcivescovi di Riga (Primati di Lettonia)
- Teodors Grīnbergs (1932-1954) (costretto alle dimissioni)
- Gustavs Tūrs (1954-
- Pēteris Kleperis, eletto ma mai ordinato
- Alberts Freijws, eletto ma mai ordinato
- Jānis Matulis (1969-1983)
- Eriks Mesters (1983-1989)
- Kārlis Gailitis (1989-1992)
- Jānis Vanags (dal 1993)

### Arcivescovi della Chiesa evangelica luterana di Lettonia all'estero
- Teodors Grīnbergs (1954-1962)
- Kārlis Kundziņš (1962-1966)
- Arnolds Lūsis (1967-1993)
- Elmārs Ernsts Rozītis (1994-2015)
- Lauma Lagzdins Zusevics (dal 2015)